# New Pekin
New Pekin és una població dels Estats Units a l'estat d'Indiana. Segons el cens del 2000 tenia 1.334 habitants.

## Demografia
Segons el cens del 2000, New Pekin tenia 1.334 habitants, 529 habitatges, i 365 famílies. La densitat de població era de 221,1 habitants/km².
Dels 529 habitatges en un 37,4% hi vivien nens de menys de 18 anys, en un 53,3% hi vivien parelles casades, en un 10,2% dones solteres, i en un 31% no eren unitats familiars. En el 27,4% dels habitatges hi vivien persones soles el 9,5% de les quals corresponia a persones de 65 anys o més que vivien soles. El nombre mitjà de persones vivint en cada habitatge era de 2,52 i el nombre mitjà de persones que vivien en cada família era de 3,04.
Per edats la població es repartia de la següent manera: un 26,8% tenia menys de 18 anys, un 10,7% entre 18 i 24, un 32,8% entre 25 i 44, un 19,3% de 45 a 60 i un 10,3% 65 anys o més.
L'edat mediana era de 33 anys. Per cada 100 dones de 18 o més anys hi havia 94 homes.
La renda mediana per habitatge era de 32.546 $ i la renda mediana per família de 34.938 $. Els homes tenien una renda mediana de 26.739 $ mentre que les dones 21.346 $. La renda per capita de la població era de 14.710 $. Entorn de l'11,7% de les famílies i el 17,1% de la població estaven per davall del llindar de pobresa.

## Poblacions més properes
El següent diagrama mostra les poblacions més properes.